# オースティン・プルイット
- オースティン・プルーイット

オースティン・ダニエル・プルイット（Austin Daniel Pruitt, 1989年8月31日 - ）は、アメリカ合衆国テキサス州ザ・ウッドランズ出身のプロ野球選手（投手）。右投右打。現在はフリーエージェント。
メディアによっては「プルーイット」と表記されることもある。

## 経歴

### プロ入りとレイズ時代

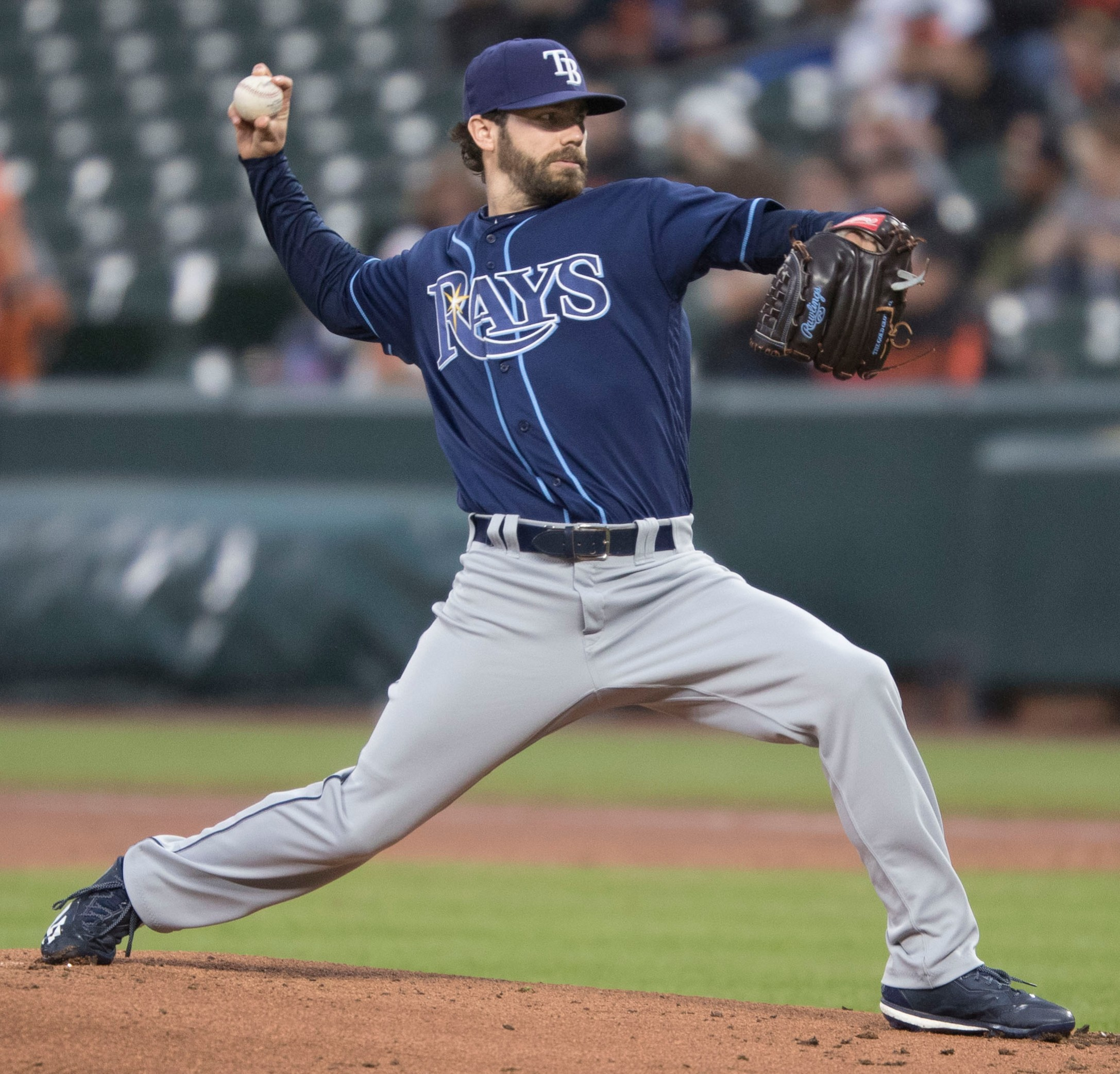
2017年4月25日

2013年のMLBドラフト9巡目（全体278位）でタンパベイ・レイズから指名され、プロ入り。契約金はたった5000ドルだった。契約後、傘下のA-級ハドソンバレー・レネゲーズでプロデビュー。A級ボーリンググリーン・ホットロッズでもプレーし、2球団合計で14試合（先発7試合）に登板して0勝3敗1セーブ、防御率1.44、39奪三振を記録した。
2014年はA+級シャーロット・ストーンクラブズでプレーし、26試合（先発25試合）に登板して9勝7敗、防御率3.73、106奪三振を記録した。
2015年はAA級モンゴメリー・ビスケッツでプレーし、26試合に先発登板して10勝7敗、防御率3.09、122奪三振を記録した。
2016年はAAA級ダーラム・ブルズでプレーし、28試合に先発登板して8勝11敗、防御率3.76、149奪三振を記録した。オフの11月18日にルール・ファイブ・ドラフトでの流出を防ぐために40人枠入りした。
2017年は開幕をメジャーで迎え、4月2日のニューヨーク・ヤンキースとのシーズン開幕戦でメジャーデビュー。先発とロングリリーフを兼務するスウィングマンとして起用され、30試合（先発8試合）に登板して7勝5敗1セーブ、防御率5.31、66奪三振を記録した。
2018年は23試合に登板して2勝3敗4セーブ、防御率4.65、42奪三振を記録した。
2019年は14試合（先発2試合）に登板して3勝0敗、防御率4.40、39奪三振を記録した。

### アストロズ時代
2020年1月10日にカル・スティーブンソン、ペイトン・バッテンフィールドとのトレードで、ヒューストン・アストロズへ移籍した。この年は右肘の骨折により全休した。
2021年は開幕から故障者リストで過ごしていたが、7月16日にアクティブ・ロースターに登録された。

### マーリンズ時代
2021年7月28日にイーミ・ガルシアとのトレードで、ブライアン・デラクルーズと共にマイアミ・マーリンズへ移籍した。8月5日にDFAとなり、7日にマイナー契約で傘下のAAA級ジャクソンビル・ジャンボシュリンプへ配属された。8月20日に再びメジャー契約を結んでアクティブ・ロースター入りした。9月2日に再びDFAとなり、5日にマイナー契約でAAA級ジャクソンビルへ配属された。レギュラーシーズン終了後の10月5日にFAとなった。

### アスレチックス時代
2022年3月13日にオークランド・アスレチックスとマイナー契約を結び、スプリングトレーニングに招待選手として参加することになった。シーズンでは開幕を傘下のAAA級ラスベガス・アビエイターズで迎え、5月28日にメジャー契約を結んでアクティブ・ロースター入りした。
2023年シーズン終了後の10月9日にFAとなった。

### レンジャーズ時代
2024年1月30日にテキサス・レンジャーズと契約した。4試合に登板して防御率12.46を残して、7月28日に放出された。

### アスレチックス復帰
2024年8月20日にアスレチックスとマイナー契約した。

## 選手としての特徴
| 球種           | 割合 | 平均球速 | 平均球速 | 最高球速 | 最高球速 |
| 球種           | %    | mph      | km/h     | mph      | km/h     |
| -------------- | ---- | -------- | -------- | -------- | -------- |
| スライダー     | 38.0 | 87.6     | 140.9    | 93.8     | 151.0    |
| フォーシーム   | 26.0 | 91.8     | 147.7    | 93.8     | 151.0    |
| カーブ         | 16.0 | 81.2     | 130.6    | 93.8     | 151.0    |
| ツーシーム     | 14.0 | 91.3     | 146.9    | 93.8     | 151.0    |
| チェンジアップ | 6.0  | 87.1     | 140.1    | 93.8     | 151.0    |

速球の威力に欠けるため、通常は速球4割、変化球6割くらいの割合で投げている技巧派右腕である。左打者にはチェンジアップとカーブ、右打者にスライダーとツーシームを投げる。

## 詳細情報

### 年度別投手成績
| 年 度    | 球 団    | 登 板 | 先 発 | 完 投 | 完 封 | 無 四 球 | 勝 利 | 敗 戦 | セ 丨 ブ | ホ 丨 ル ド | 勝 率 | 打 者 | 投 球 回 | 被 安 打 | 被 本 塁 打 | 与 四 球 | 敬 遠 | 与 死 球 | 奪 三 振 | 暴 投 | ボ 丨 ク | 失 点 | 自 責 点 | 防 御 率 | W H I P |
| -------- | -------- | ----- | ----- | ----- | ----- | -------- | ----- | ----- | -------- | ----------- | ----- | ----- | -------- | -------- | ----------- | -------- | ----- | -------- | -------- | ----- | -------- | ----- | -------- | -------- | ------- |
| 2017     | TB       | 30    | 8     | 0     | 0     | 0        | 7     | 5     | 1        | 1           | .583  | 371   | 83.0     | 103      | 11          | 22       | 2     | 5        | 66       | 4     | 0        | 55    | 49       | 5.31     | 1.51    |
| 2018     | TB       | 23    | 0     | 0     | 0     | 0        | 2     | 3     | 4        | 0           | .400  | 291   | 69.2     | 72       | 7           | 16       | 0     | 1        | 42       | 1     | 0        | 40    | 36       | 4.65     | 1.26    |
| 2019     | TB       | 14    | 2     | 0     | 0     | 0        | 3     | 0     | 0        | 0           | 1.000 | 193   | 47.0     | 47       | 7           | 12       | 2     | 0        | 39       | 1     | 0        | 23    | 23       | 4.40     | 1.26    |
| 2021     | HOU      | 2     | 0     | 0     | 0     | 0        | 0     | 1     | 0        | 0           | .000  | 12    | 2.2      | 3        | 2           | 0        | 0     | 1        | 1        | 0     | 0        | 2     | 2        | 6.75     | 1.13    |
| 2021     | MIA      | 4     | 0     | 0     | 0     | 0        | 0     | 0     | 0        | 0           | ----  | 17    | 4.2      | 4        | 0           | 0        | 0     | 0        | 4        | 0     | 0        | 1     | 1        | 1.93     | 0.86    |
| '21計    | MIA      | 6     | 0     | 0     | 0     | 0        | 0     | 1     | 0        | 0           | .000  | 29    | 7.1      | 7        | 2           | 0        | 0     | 1        | 5        | 0     | 0        | 3     | 3        | 3.68     | 0.95    |
| 2022     | OAK      | 39    | 1     | 0     | 0     | 0        | 0     | 1     | 1        | 2           | .000  | 224   | 55.1     | 48       | 11          | 9        | 0     | 1        | 38       | 0     | 0        | 29    | 26       | 4.23     | 1.03    |
| 2023     | OAK      | 38    | 6     | 0     | 0     | 0        | 2     | 6     | 0        | 4           | .250  | 196   | 48.1     | 44       | 5           | 12       | 1     | 1        | 30       | 1     | 0        | 18    | 16       | 2.98     | 1.16    |
| MLB：6年 | MLB：6年 | 150   | 17    | 0     | 0     | 0        | 14    | 16    | 6        | 7           | .467  | 1304  | 310.2    | 321      | 43          | 71       | 5     | 9        | 220      | 7     | 0        | 168   | 153      | 4.43     | 1.26    |

- 2023年度シーズン終了時

### 年度別守備成績
| 年 度 | 球 団 | 投手（P） | 投手（P） | 投手（P） | 投手（P） | 投手（P） | 投手（P） |
| 年 度 | 球 団 | 試 合     | 刺 殺     | 補 殺     | 失 策     | 併 殺     | 守 備 率  |
| ----- | ----- | --------- | --------- | --------- | --------- | --------- | --------- |
| 2017  | TB    | 30        | 6         | 6         | 1         | 1         | .923      |
| 2018  | TB    | 23        | 2         | 8         | 0         | 1         | 1.000     |
| 2019  | TB    | 14        | 3         | 6         | 0         | 0         | 1.000     |
| MLB   | MLB   | 67        | 11        | 20        | 1         | 2         | .969      |

- 2020年度シーズン終了時

### 背番号
- 50（2017年 - 2018年）
- 45（2019年）
- 51（2021年 - 同年7月27日）
- 47（2021年7月30日 - 同年終了）
- 29（2022年 - 2023年）
- 49（2024年 - ）